# Ancora/Il treno
Ancora/Il treno è un singolo musicale di Eduardo De Crescenzo, pubblicato nel 1981.

## Descrizione
Il brano sul lato A, Ancora, partecipò al Festival di Sanremo 1981.
Il singolo fu il quarantaduesimo tra i più venduti del 1981

## Tracce
1. Ancora (testo: Franco Migliacci – musica: Claudio Mattone)
2. Il treno (testo: Franco Migliacci – musica: Claudio Mattone)